# IMAGE (LUNA SEAのアルバム)
IMAGE（イメージ）は、日本のロックバンド・LUNA SEAのメジャー・デビュー・アルバム、通算2作目のオリジナル・アルバムである。初回限定盤は透明帯仕様。
2007年12月5日に、最新リマスタリング音源、「Déjàvu」のPVが収録されたDVDとの2枚組で、ユニバーサルミュージックより再発された。

## 概要
メジャー・デビューに際して、今までとは規模の違うレコーディングができるということで、録音に際しては“1000分の4の音のズレ”にまでこだわった。そのため、制作には異例の時間が費やされ、終盤には時間の都合でスタジオを3箇所掛け持ちしてレコーディングを行ったという。
SUGIZOは「このレコーディングをしたおかげで、ここまでこだわる必要はないことがわかった」。真矢は「あの頃は機械的な音を求めていた。大きなスタジオで、ちゃんとしたエンジニアと一緒に録（）るのは始めてだった。いいシステムで録るから、音の細かい所まで聞こえてきて、『俺のドラムってなんてダサいんだろう』とすごく悩みながらレコーディングした」と語っている。
歌詞カード内のSUGIZOが持っている人形は、人形作家・天野可淡の作。
アルバム名はメンバー全員で考えたが、各曲の題名はRYUICHIが考えた。

## 収録曲
| 全編曲: LUNA SEA。 |                       |             |           |       |
| #                  | タイトル              | 作詞        | 作曲      | 時間  |
| 1.                 | 「CALL FOR LOVE」     | RYUICHI     | SUGIZO    | 0:43  |
| 2.                 | 「Déjàvu」            | RYUICHI     | SUGIZO    | 3:54  |
| 3.                 | 「MECHANICAL DANCE」  | RYUICHI     | J         | 5:05  |
| 4.                 | 「WALL」              | RYUICHI     | SUGIZO    | 4:56  |
| 5.                 | 「Image」             | RYUICHI     | INORAN    | 5:41  |
| 6.                 | 「SEARCH FOR REASON」 | RYUICHI     | SUGIZO    | 7:11  |
| 7.                 | 「IMITATION」         | RYUICHI     | J         | 3:23  |
| 8.                 | 「VAMPIRE'S TALK」    | RYUICHI     | INORAN    | 6:16  |
| 9.                 | 「SYMPTOM」           | RYUICHI     | SUGIZO    | 2:15  |
| 10.                | 「IN MIND」           | RYUICHI     | J         | 3:55  |
| 11.                | 「MOON」              | RYUICHI     | SUGIZO    | 7:10  |
| 12.                | 「WISH」              | RYUICHI & J | J         | 4:18  |
| 合計時間:          | 合計時間:             | 合計時間:   | 合計時間: | 54:47 |

### 楽曲解説
1. CALL FOR LOVE
女性の多重コーラスによる楽曲。LUNA SEAの楽曲で最も短い曲であり、43秒で「Déjàvu」につながる。
2. Déjàvu
SUGIZOが91年のツアー中、精神的に酷く落ち込んで全く曲が書けなかった時期に唯一、半ば強引に作ったという曲である[1]。バンドとして初となるPVも作られた。2000年の終幕に至るまで、ライブでの定番曲であり続け、REBOOT後も演奏され続けている。
ちなみにライブ前やレコーディングの際に行う合宿の音慣らしに毎回この曲が使用されている[4]。
3. MECHANICAL DANCE
インディーズ時代から存在した曲で、当時は歌詞が異なっていた。
4. WALL
5. Image
表題曲であるが、この曲名は「イマージュ」、アルバム名の方を「イメージ」と区別している。
曲のタイトルは後からついたが、INORANは「輪廻系、人生繰り返し系」というような曲を作りたくて、当時のINORANの好みが「モロに出てるかな」と言っていた。原曲の作曲者はINORANだが、メロディーはほとんどRYUICHIが考えた。また、曲の構成はメンバー皆で悩んだが、原曲者のINORANのパートだけ最後まで決まらなかった。最終的にINORANとSUGIZO二人で話してて「それしかないな」とひらめいたのが、INORANは全部アコースティック・ギターで弾き、エレキを使わないということだった。その出来に関して、INORANは「超スペシャル・スーパー・満足（笑）」と言い、アコースティック・ギターは「自分の気持ちっていうか、精神状態や体調がエレキよりも素直に出ちゃう」ので、「そういう意味では難しいし、奥が深い」と感じていた[3]。
6. SEARCH FOR REASON
RYUICHIがLUNA SEAに加入して初めて詞を書いた曲。
7. IMITATION
8. VAMPIRE'S TALK
元々は「FEELING」という曲だった。ライブで演奏されていたが、原曲者のINORANが納得いかなかったため、「違うからひっこめさせて」と、1回ライブのレパートリーから外された。その後、ツアーの感情やアレンジの案が混ざり、1年がかりで「いい曲」になり、INORAN自身も「凄い思い入れがある曲で、気に入っている」のと、歌詞はRYUICHIが作ったが、INORANも「ああいう切ない想い」があったので、「レコーディングの時、凄い力入れちゃった」と語っていた[3]。ギターのパートは、普段は基本的に右チャンネルの音がSUGIZO、左がINORANだが、この曲ではSUGIZOのパートが左右両方のチャンネルから聴こえるカノン（輪奏）となっているため、INORANのパートは左右の中心から流れている。
2014年12月21日のさいたまスーパーアリーナ公演で突如演奏され、ファンを驚かせた[5]。
9. SYMPTOM
2分余りの短い楽曲。曲の最後には、ギターをチェーンソーで切断する音が入っている。
10. IN MIND
11. MOON
1stアルバム『LUNA SEA』にも収録されていた曲だが、リアレンジされて再び収録された。構成、歌詞が付け足され、女性コーラスやヴァイオリンが加わった。メンバー曰く、「再録でもリメイクでもなく、この曲の本来の姿により近づけるために」とのこと[1]。ライブでは主にこのアレンジで演奏される。
12. WISH
J曰く、「凄いポジティブで、皆が歌えるよう一曲まるごとサビみたいな曲が作りたかった」とのこと[1]。RYUICHIは、「Jの言葉使い？とか伝えたい気持ちっていうのもあって、重なる点がすごい時間かかったのね。録る寸前まで2人でいろいろ言葉とか考えたりしてたから・・・結構時間かかったかな？そういう意味では、Jにも思い入れがあった曲だなって言うのは印象にある」と言っていた[3]。
ライブではこの曲で締めるのが恒例で、後半ではCDには無いパートが追加されていて、「ラララ…」と合唱するのが定番（後にこのパートも再録された）。終幕（解散）ライブ「THE FINAL ACT」の2日目でもラストナンバーとなり、復活するまでは最後の演奏曲となっていた[1]。
ベストアルバム収録の際は『PERIOD 〜THE BEST SELECTION〜』の再録バージョンで統一されており、いずれもラストトラックに収録。ライブ恒例の合唱部分も追加されている。

## エピソード
2018年12月22日のさいたまスーパーアリーナでのライブ『IMAGE OR REAL』にて、「SEARCH FOR REASON」を除く全曲が演奏された。